# Розсішська загальноосвітня школа І-ІІІ ступенів
Розсішська загальноосвітня школа І-ІІІ ступенів Христинівської районної ради Черкаської області — загальноосвітній заклад повної середньої освіти в селі Розсішки Христинівського району Черкаської області.

## Історія
1912 — відкрито світську школу, яка утримувалася за рахунок громади. 
1927 — школу реорганізовано у семирічну. 
1965 — школа перейшла до новозбудованого навчального корпусу.
1987 — школу реорганізовано у Розсішську середню школу. 
2004 — за рішенням Христинівської районної ради від 23.07.2004 року №14–6/19 була реорганізована у Розсішську загальноосвітню школу І-ІІІ ступенів.

## Розташування
Школа розміщена в одноповерховій типовій будівлі на 280 учнівських місць. Розташована у центральній частині села, в районі сільської ради.

## Матеріально-технічна база
- Кількість класних кімнат — 13.
- Спеціалізовані кабінети — інформатики, біології, географії, фізики, іноземної мови, майстерня.
- Робочі місця, обладнані ПК — 11.
- 1 інтерактивний комплекс.
- Спортивна зала.
- Їдальня.[3]

Школа обладнана системами водопостачання та водовідведення, автономною системою опалення.

## Педагогічні кадри
До складу кадрового педагогічного складу навчального закладу входить 21 вчитель та допоміжних педагогічних працівників, які представлені за такими кваліфікаційними категоріями:
- Вища категорія — 2 особи
- Перша категорія — 12 осіб
- Друга категорія — 2 осіб.
- Спеціаліст — 5 осіб.

## Навчально-виховний процес
У школі навчаються 138 учні. Мова здійснення навчально-виховного процесу — українська. Як іноземні вивчаються англійська та російська. Підготовка окремих класів учнів ІІІ ступеня навчання здійснюється за технологічним та інформаційно-технологічним профілями

## Відомі випускники
- Лінчук Олександр Титович — герой Радянського Союзу, учасник німецько-радянської війни.